# Sitio de herencia hispana

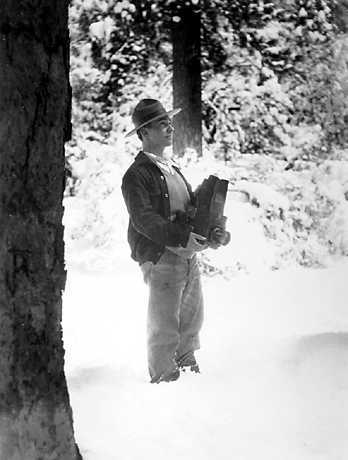
George Melendez Wright, en 1929.

El Sistema de Parques Nacionales está bien dotada para conmemorar las contribuciones hispanas a la sociedad estadounidense. Unos 20 parques nacionales representan la herencia hispana de Estados Unidos. 
Algunos sitios de visualización remota poseen grandes contribuciones de los hispanos a la cultura estadounidense. El Sistema de Parques Nacionales no sólo preserva la historia y las contribuciones de los hispanoamericanos, sino que es también una parte de la historia de las naciones. Con los años, el Servicio de Parques Nacionales ha reflejado la historia de las naciones de una forma social. 
Entre los hispanos que han influido el curso de los Parques nacionales fue George Melendez Wright: Nació en California en 1904. En 1927, fue contratado en el Parque nacional de Yosemite como naturalista asistente del parque. A través de estudios el servicio del parque se alejó de la destrucción a la gestión científica de las plantas del parque, animales y paisajes.

## Lugares de influencia hispana
- Sitio Histórico Nacional de Christiansted. Christiansted, Islas Vírgenes de Estados Unidos.
- Monumento Nacional de Cabrillo (Cabrillo National Monument), Point Loma, San Diego, California.
- Castillo de San Marcos, San Agustín (Florida).
- Memorial nacional de El Chamizal, El Paso, Texas.
- Memorial Nacional de Coronado, Sierra Vista, Arizona.
- Parque nacional Tortugas Secas, Cayo Hueso, Florida.
- Monumento Nacional del Morro, Nuevo México.
- Fuerte Matanzas, San Agustín (Florida).
- Parque Histórico Nacional de Pecos, Nuevo México.
- Presidio de San Francisco, Península de San Francisco, California.
- Sitio Histórico Nacional de San Juan, Puerto Rico.